# Октябрьский (Чердаклинский район)
Октя́брьский — посёлок (с 1971 по 2009 г. рабочий посёлок) в Чердаклинском районе Ульяновской области России. Административный центр Октябрьского сельского поселения
В посёлке расположен кампус Ульяновской государственной сельскохозяйственной академии (ныне УлГАУ).

## География
Расстояние до областного центра Ульяновск — 21 км. Расстояние до районного центра Чердаклы — 9 км, Мирный — 3 км, Первомайский — 6 км, Пятисотенный — 15 км. 

## История
Посёлок основан в 1929 году как Ленинская ферма колхоза «Скотовод Чердаклинский».
В 1930 году посёлок вошёл как отделение совхоза им. Сакко и Ванцетти.
В годы ВОВ (с 1942 г.) совхоз становится местом расселения репрессированных немцев — Трудовая армия.
В 1955 году в посёлок были переселены часть жителей села Петровка и Октябрьская ферма, попавших в зону затопления Куйбышевской ГЭС. Из села Архангельское была перенесена центральная усадьба совхоза Октябрьский. По нему посёлок получил новое название — Октябрьский.
С 1958 года на территории поселка Октябрьский образовался первый сельский совет.
В 1959 году совхоз передают из ведения ХОЗУ КГБ при Совете Министров СССР в ведение Ульяновского сельскохозяйственного института и хозяйство получает новое название — Учхоз УСХИ. К мясо-молочному направлению в развитии хозяйства добавляется элитно-зерновое.
В соответствии с постановлением ЦК КПСС и Совета Министров СССР № 309 от 20 апреля 1965 года, на базе учебного хозяйства, началось строительство нового комплекса Ульяновского сельскохозяйственного института.

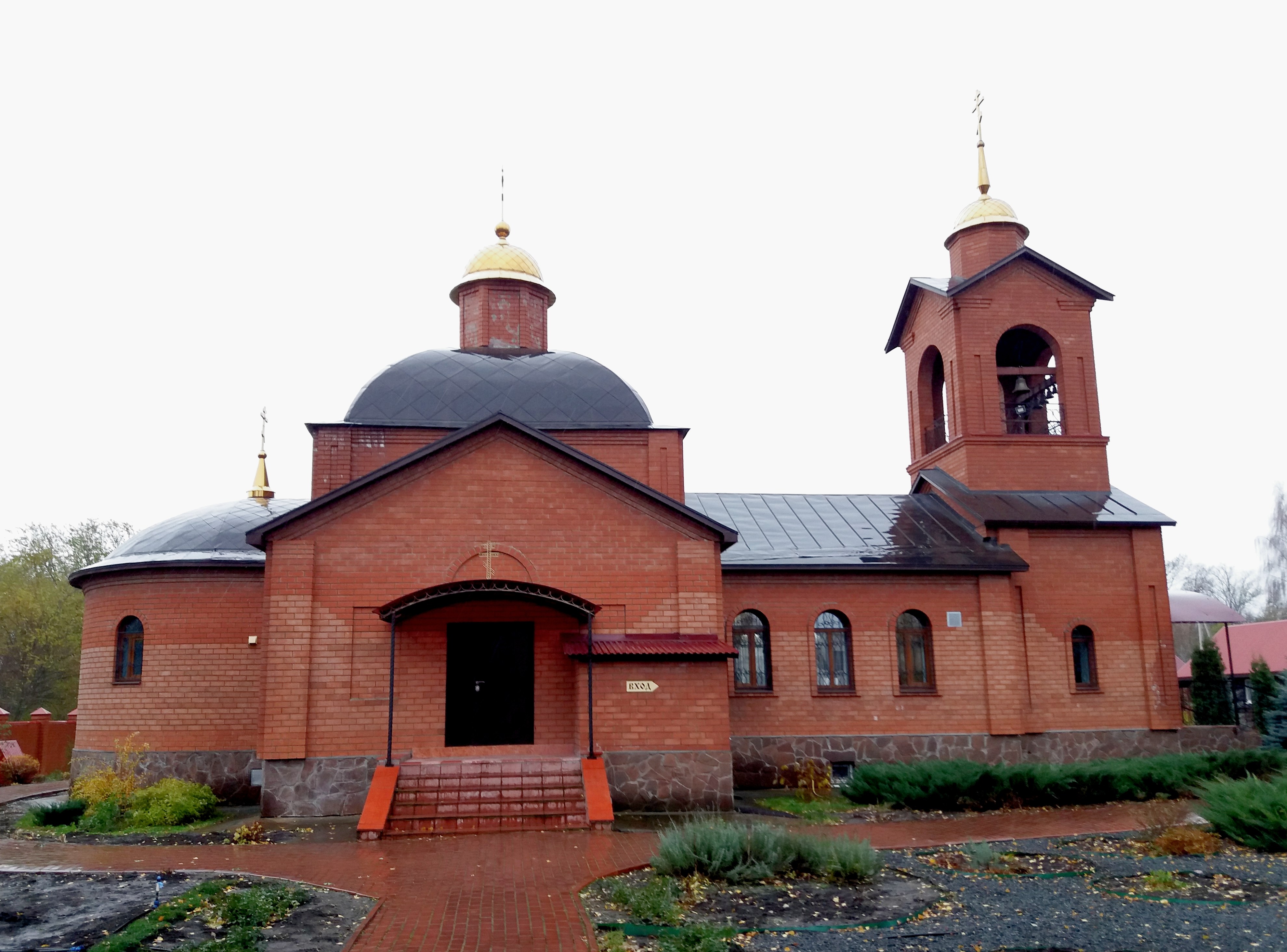
Храм в честь святой мученицы Татианы.

Вторую пятилетку в районе рабочего поселка Октябрьский возводятся пятиэтажные здания городского типа, учебные корпуса, жилищно-коммунальные и культурно-просветительные постройки Ульяновского сельскохозяйственного института. Большинство зданий и сооружений первой очереди уже построено к 58-й годовщине Октября (к 10.1975 г.). Здесь функционируют факультеты: агрономический, экономический, механизации сельского хозяйства. Построены три общежития на 1 800 студентов, три восьмидесяти-квартирных дома для сотрудников института. Жители городка обслуживаются от коммунальной котельной теплом, горячей и холодной водой. Имеются столовая и магазин.                                                                                                                  
В 1971 году Указом Президиума Верховного Совета, Совета Министров СССР, ВЦСПС, за большие производственные успехи, учебно-опытное хозяйство было награждёно орденом «Знак Почёта».

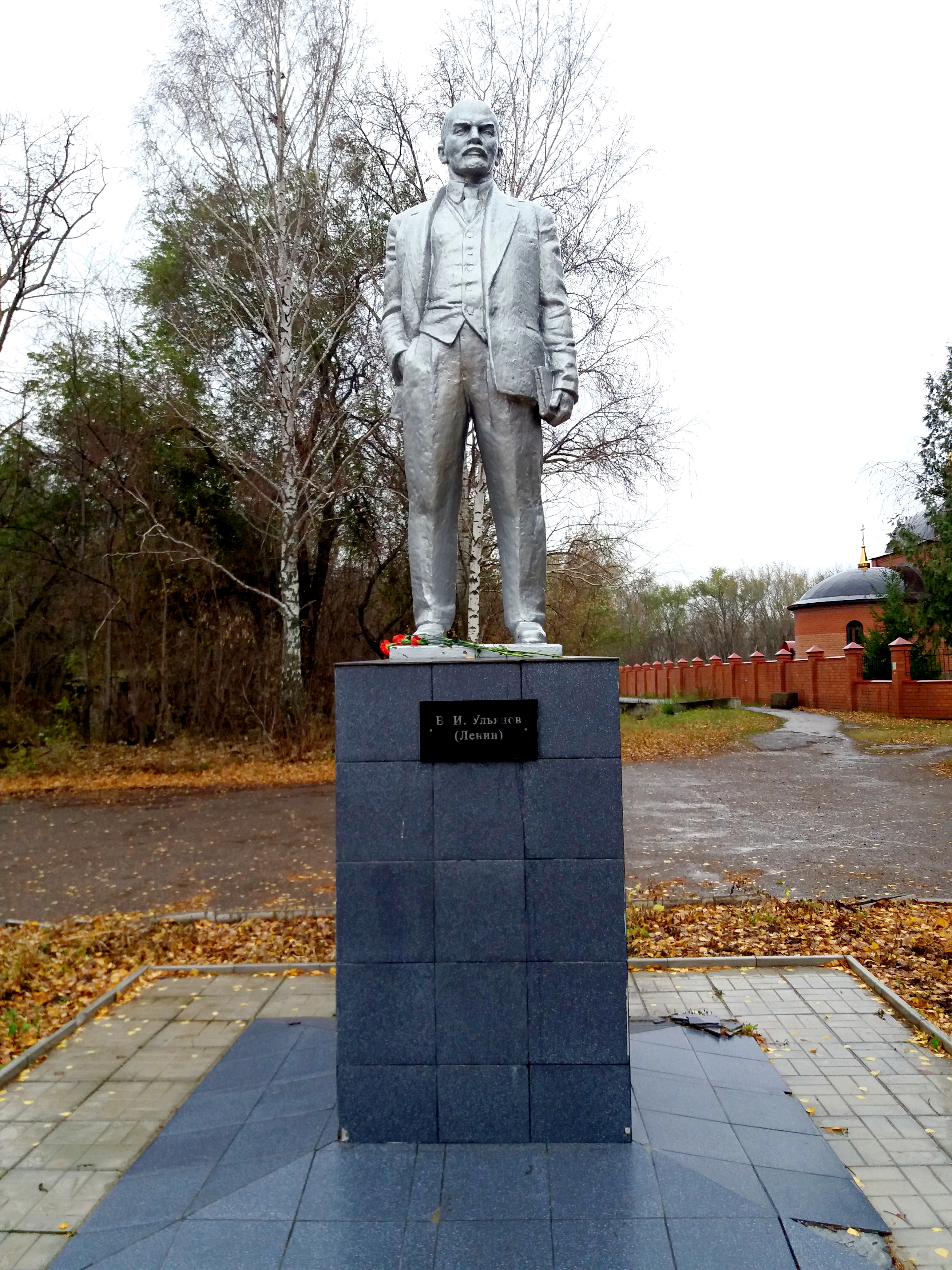
Памятник Ленину в п. Октябрьский Чердаклинский район.

В 1974 году вступила в строй новая типовая школа на 960 учащихся. В 1975 году к празднику Великого Октября сдан в эксплуатацию спортивный комплекс с плавательным бассейном. Заканчивается строительство четвертого общежития для студентов на 600 человек и учебного здания зоологического и ветеринарного факультетов.
С 2005 года административный центр Октябрьского сельского поселения (Чердаклинский район).
В декабре 2019 года на территории посёлка открылся индустриальный парк «Октябрьский».
6 августа 2021 года в посёлке Октябрьский открылась новая модельная библиотека.                                                                                                                             

## Население
| 1979 | 1989  | 2002  | 2009  | 2010  | 2021  |
| ---- | ----- | ----- | ----- | ----- | ----- |
| 5422 | ↗5517 | ↗6738 | ↘5500 | ↗5678 | ↘5035 |

## Инфраструктура
- В посёлке действует: ООО «Ульяновская Нива», которое занимается выращиванием фуражных культур и ООО "Мегаферма «Октябрьский» (производство молока)[19].
- Октябрьский сельский лицей[20][21].
- Дом культуры Октябрьского сельского поселения[22].
- Молодёжное движение «Росток» | https://t.me/dkoktybrski

## Транспорт
- Железнодорожная станция «Совхозный»[23].
- Автобусы и маршрутные такси из Ульяновска (маршруты 112, 489, проходящий маршрут 149) и Чердаклов (маршрут 151).

## Религия
Православные храмы
Храм в честь святой мученицы Татианы.
Мечети
- Мечеть Азат

## Достопримечательности

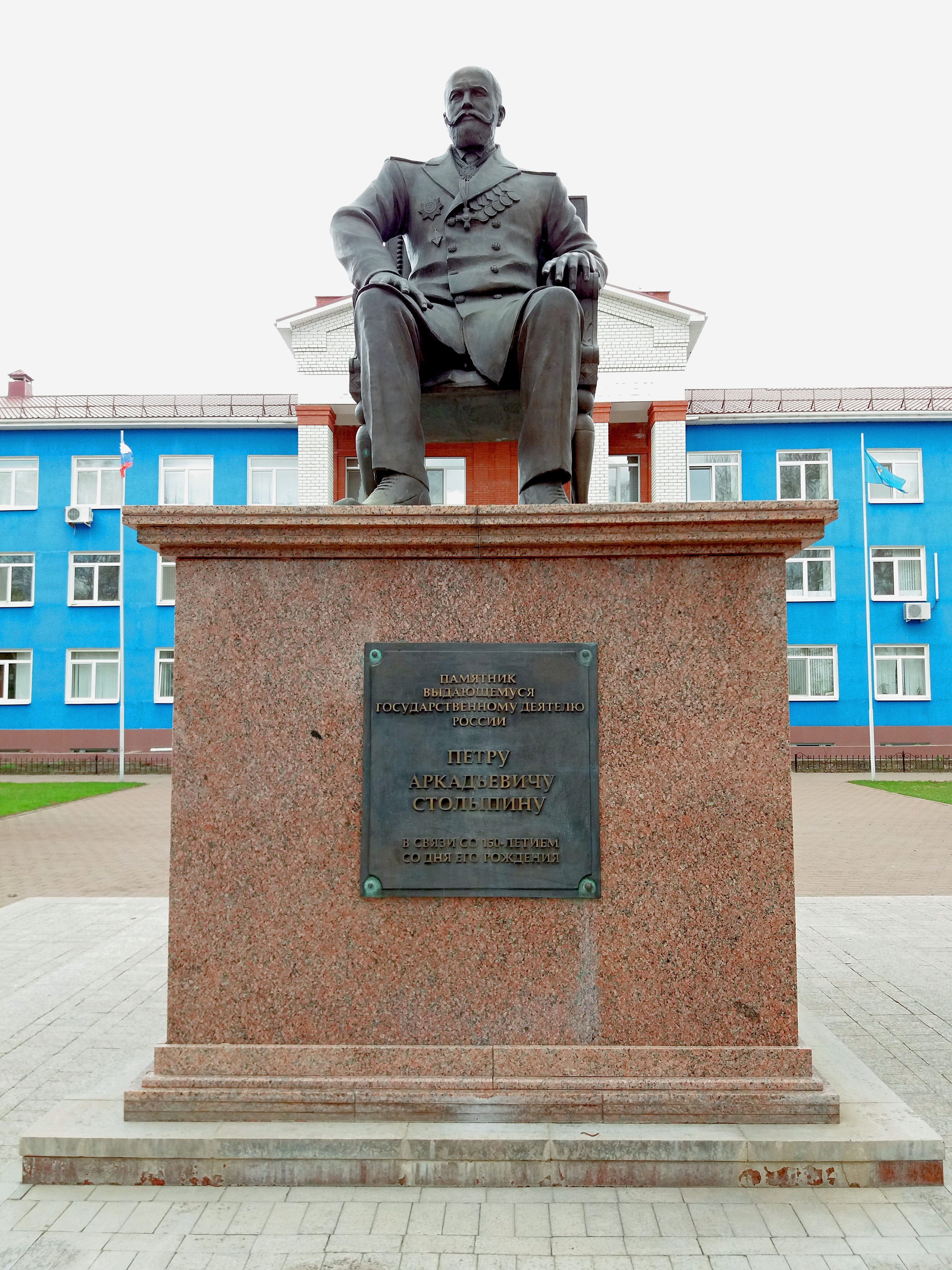
Памятник Петру Столыпину (п. Октябрьский).

- Памятник Петру Столыпину (п. Октябрьский).Памятник Петру Столыпину (скульптор Зураб Церетели, 2012)[25][26].
- Памятник В. И. Ленину.
- Аллея Славы с монументами «Слава Героям Труда» и «Слава Героям Воинам».
- Историко-краеведческий музей МОУ Октябрьского сельского лицея[27][28].
- Центр немецкой культуры[6].
- Сквер Победы

Археологические памятники:
- Курган Октябрьский I 2-я пол. I I тыс. до н. э.(?);
- Курган Октябрьский II 2-я пол. I I тыс. до н. э.(?);
- Курган Октябрьский III 2-я пол. I I тыс. до н. э.(?);
- Курганный могильник Октябрьский I (7 насыпей) 2-я пол. I I тыс. до н. э.(?)[29];
- Историко-краеведческий музей МОУ Октябрьского сельского лицея[30][31][32].

## Люди, связанные с посёлком
- Гарифулина, Нурдида Кияметдиновна — Герой Социалистического Труда, работала с 1936 по 1947 гг.;

## Галерея

Сквер Победы
Стела Победы
Стела "Капсула Времени"
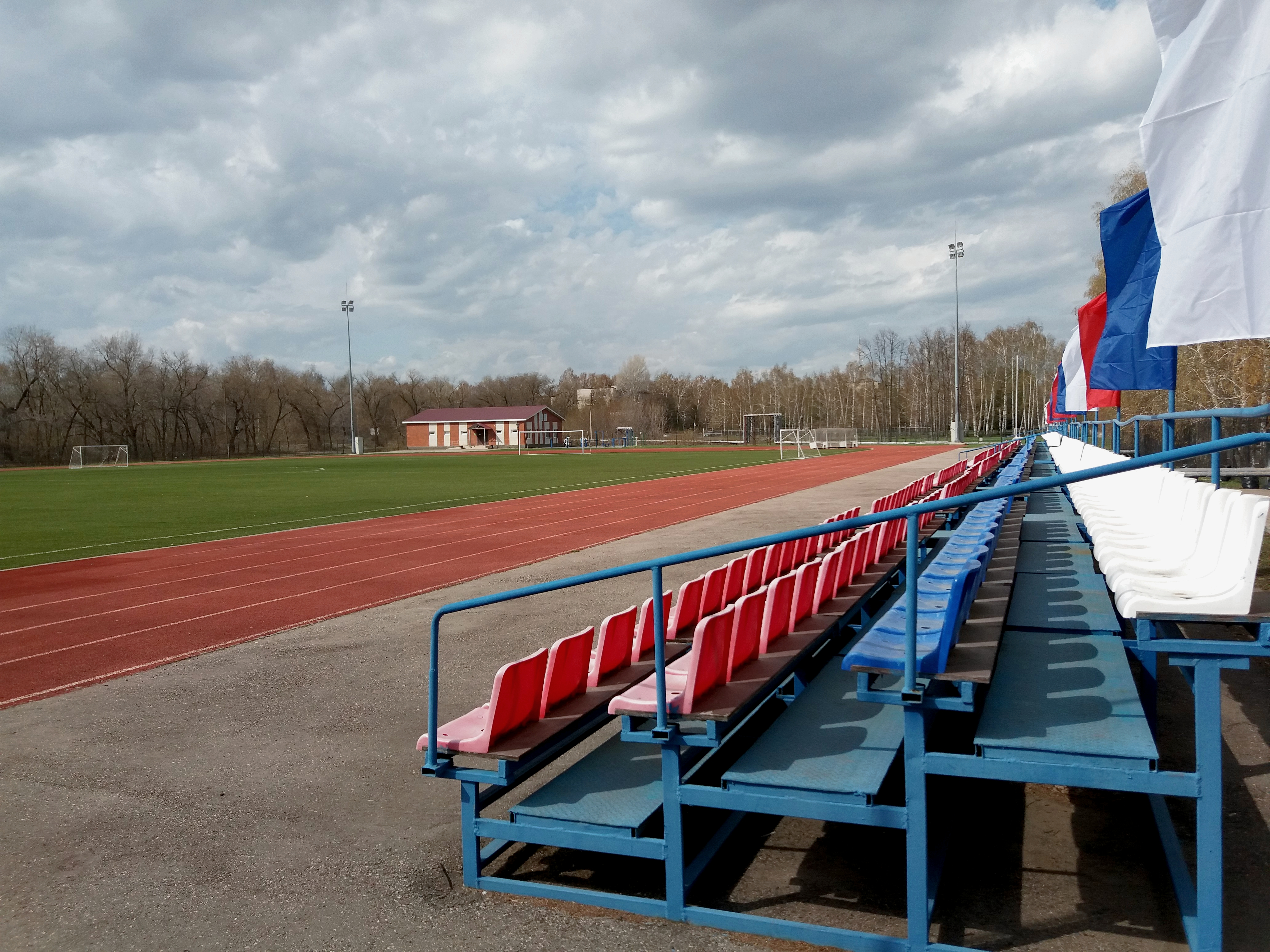
Стадион "Олимп-Агро"
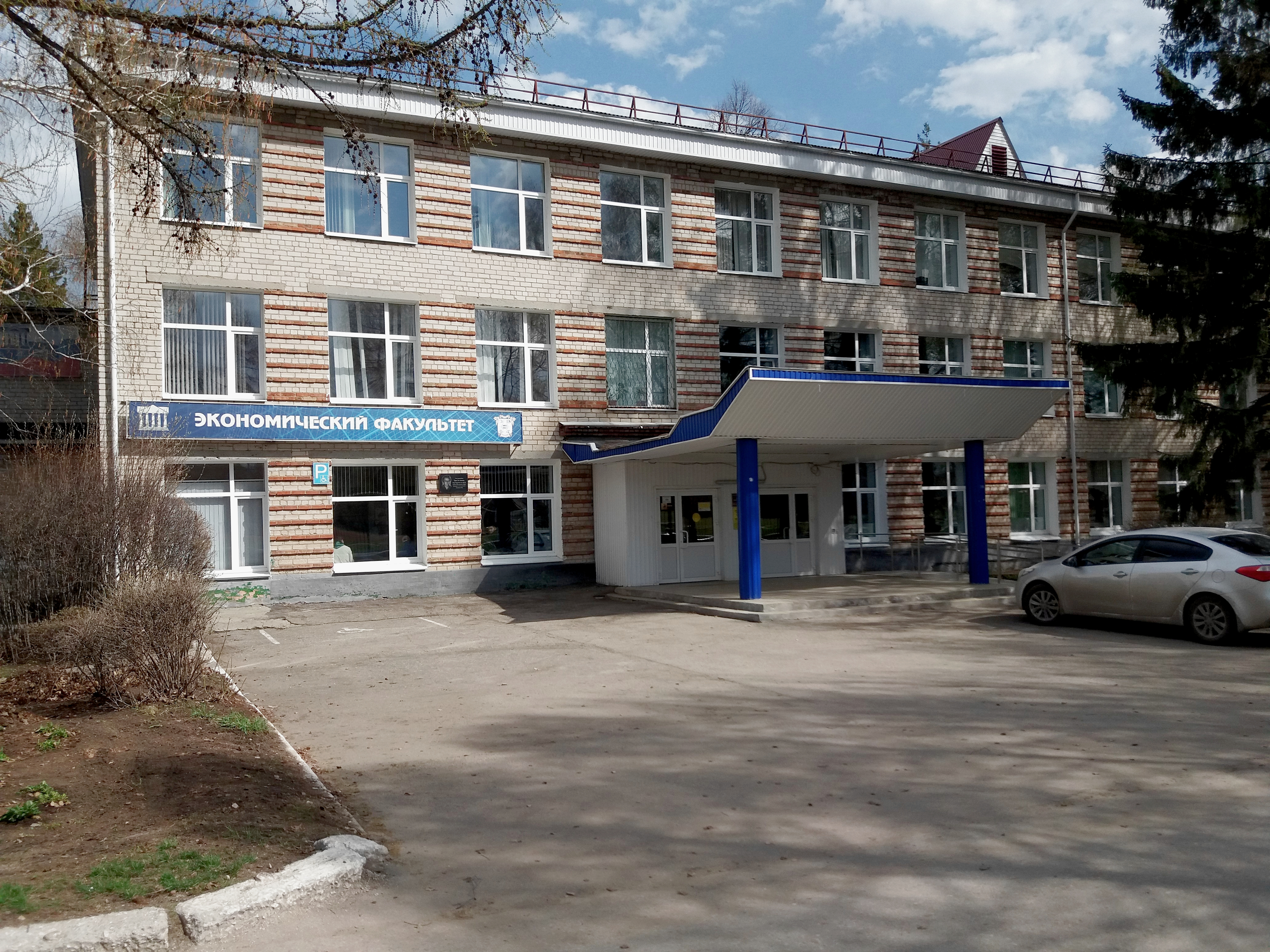
Здание экономического факультета УлГАУ
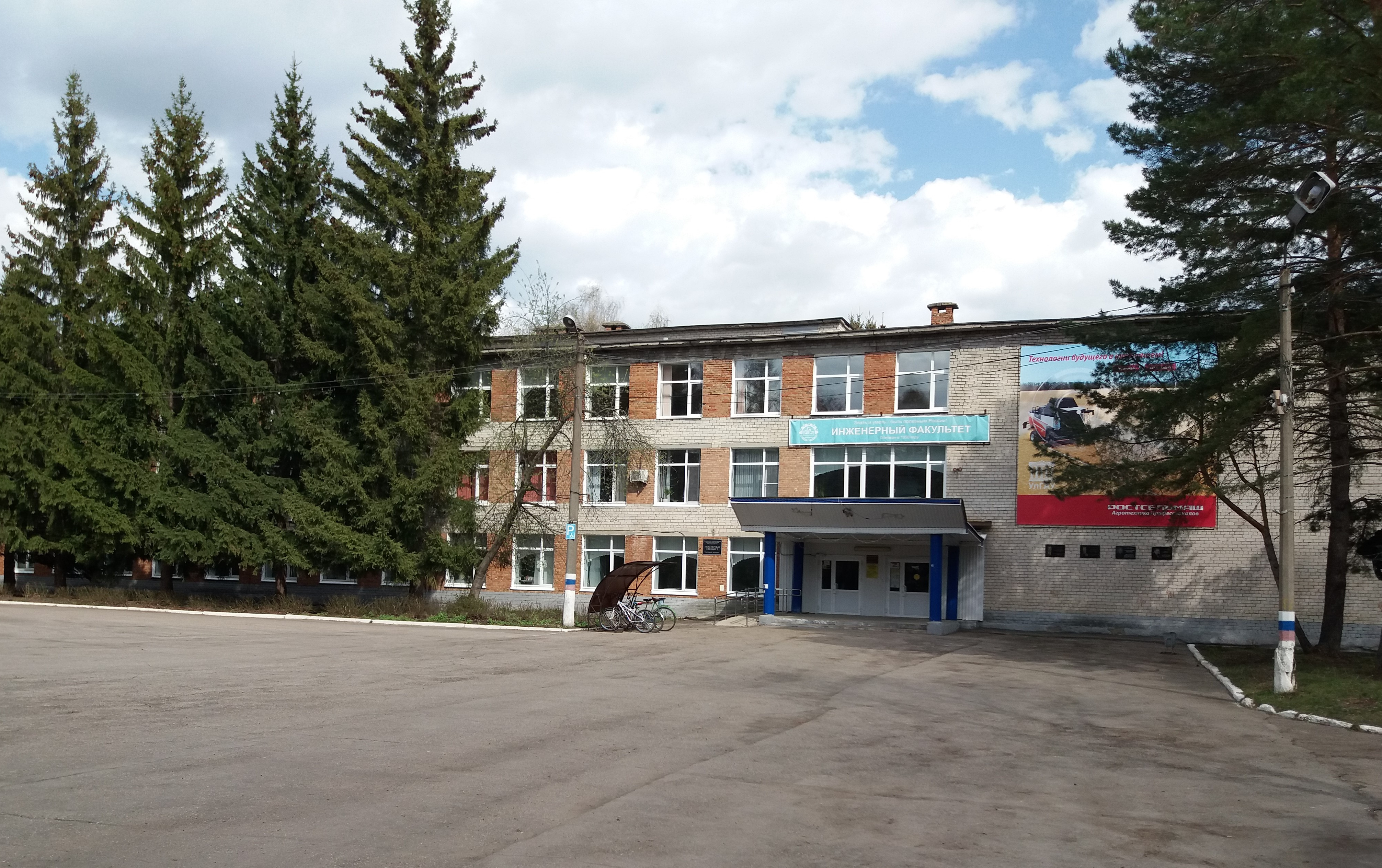
Здание инженерного факультета УлГАУ
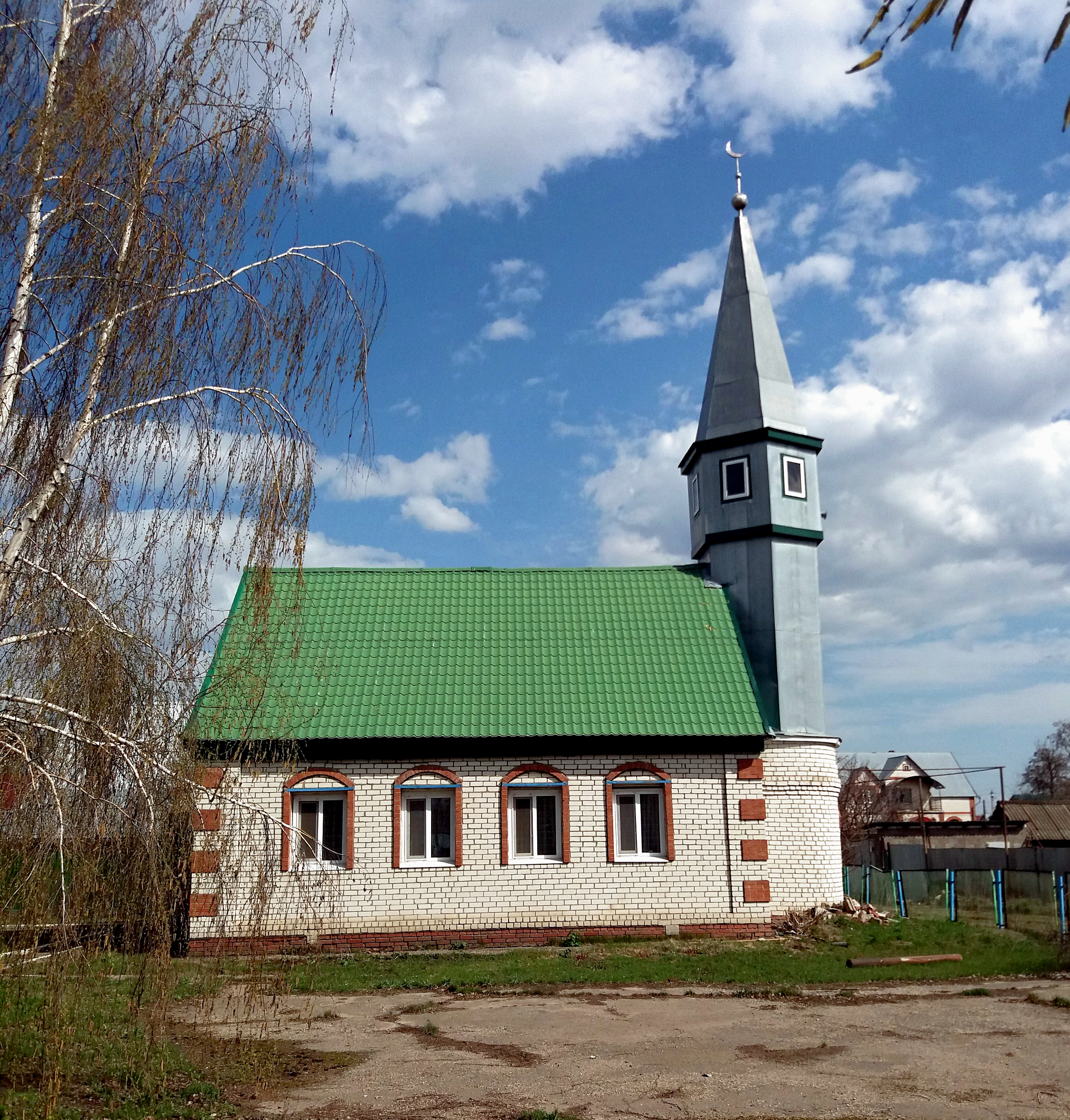
Мечеть
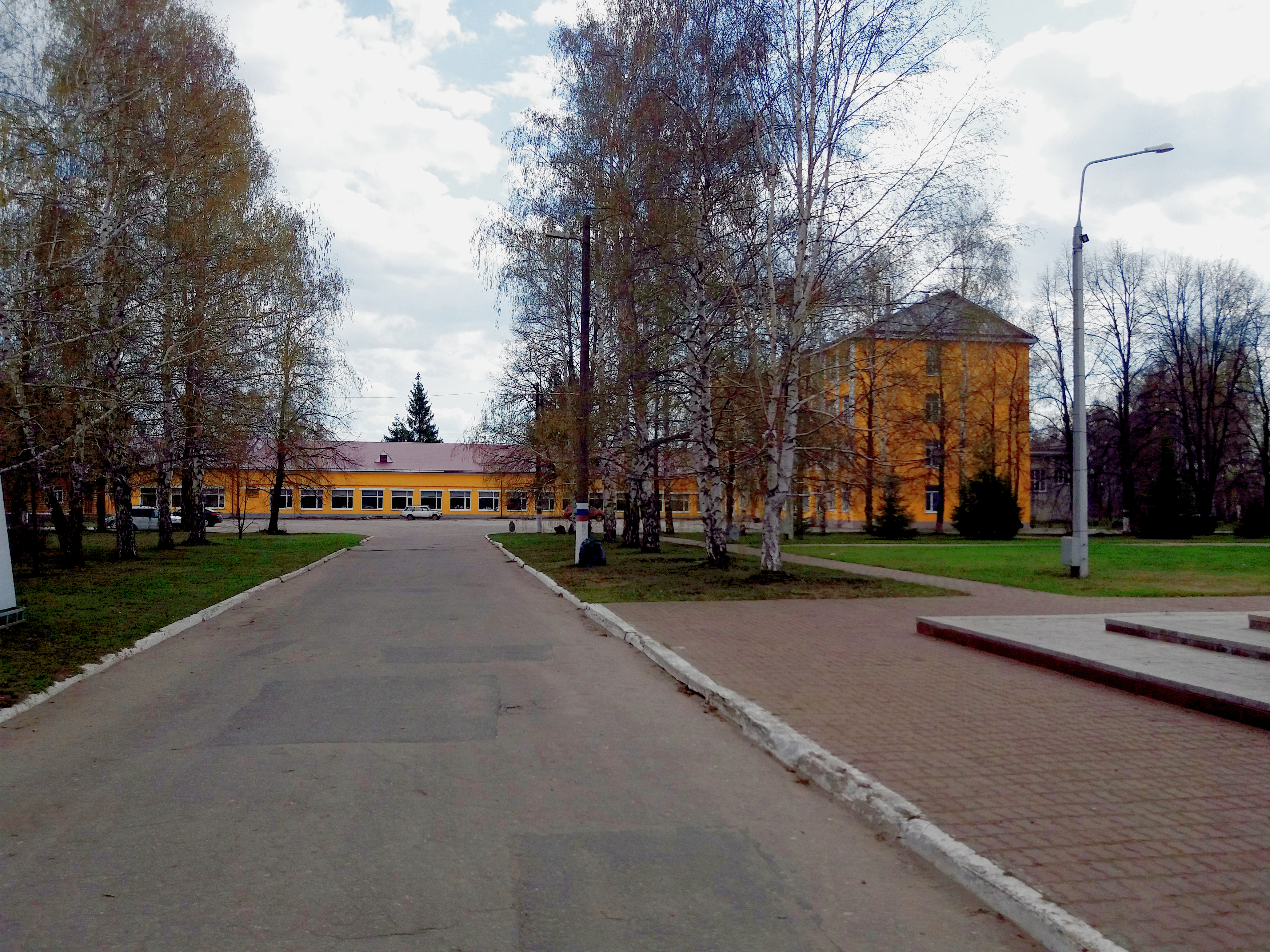
Здание УлГАУ
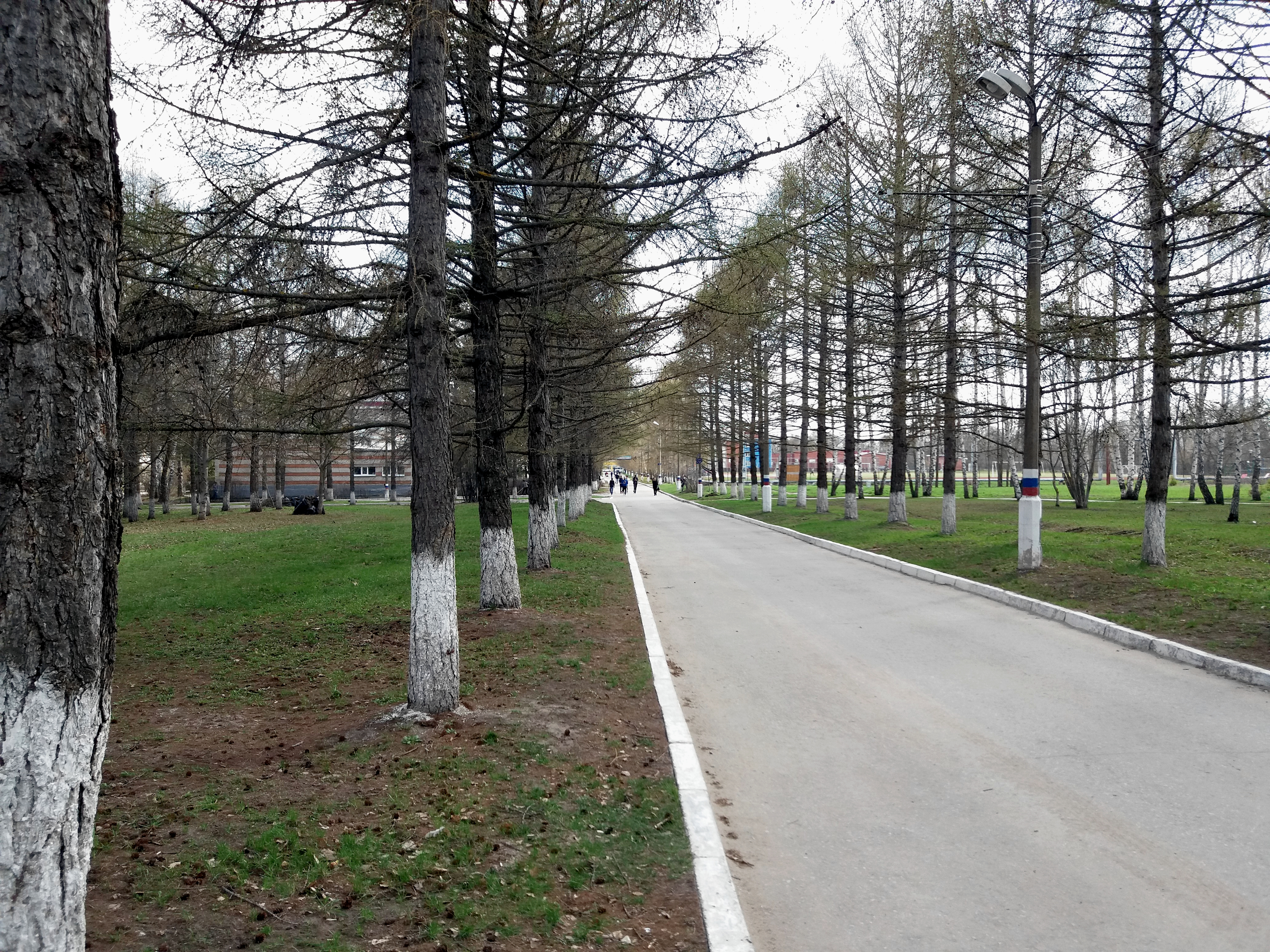
Ул. Студенческая
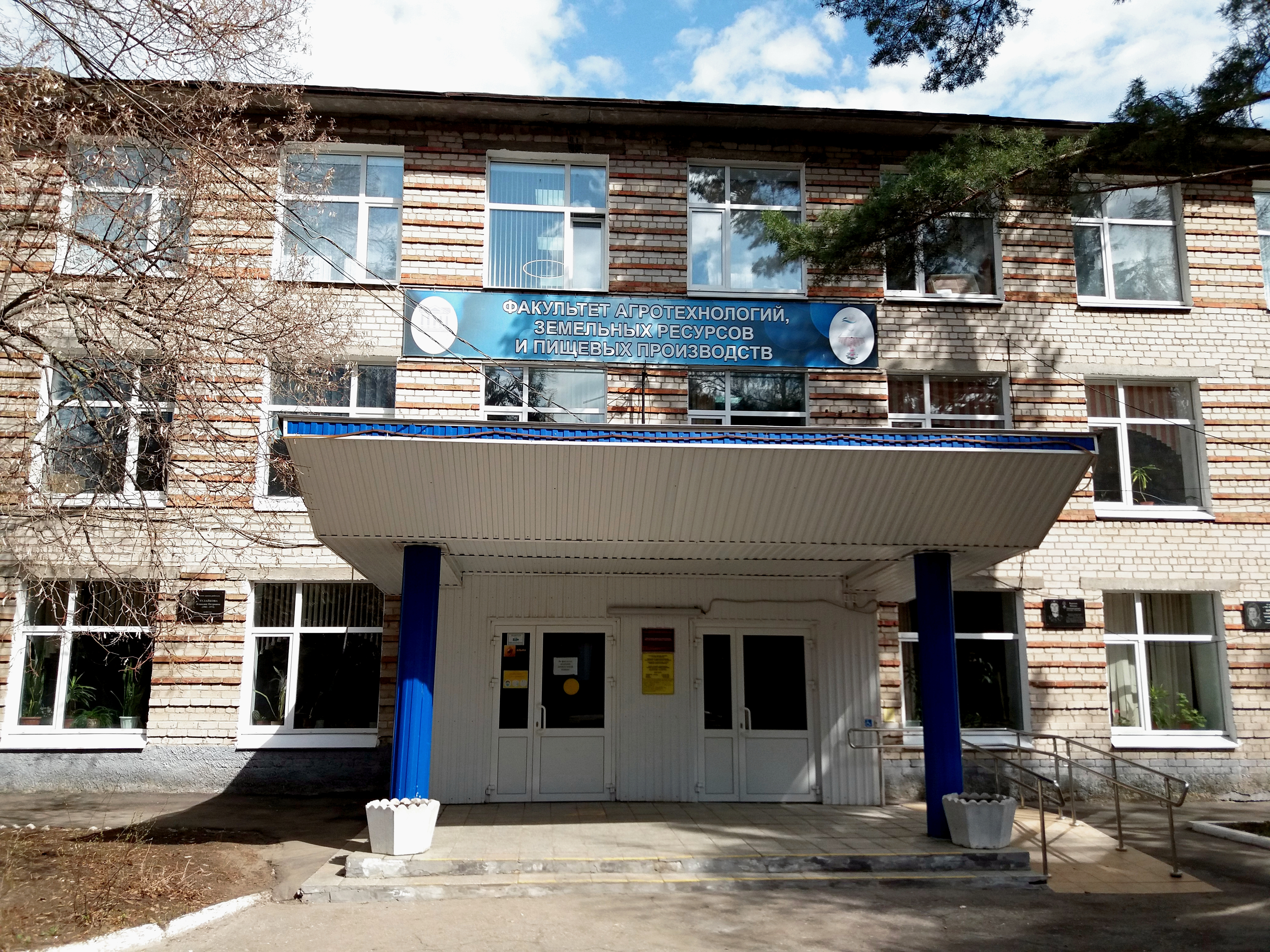
Здание факультета агротехнологий, земельных ресурсов и пищевых производств УлГАУ.
Аллея Славы с монументами «Слава Героям Труда» и «Слава Героям Воинам».
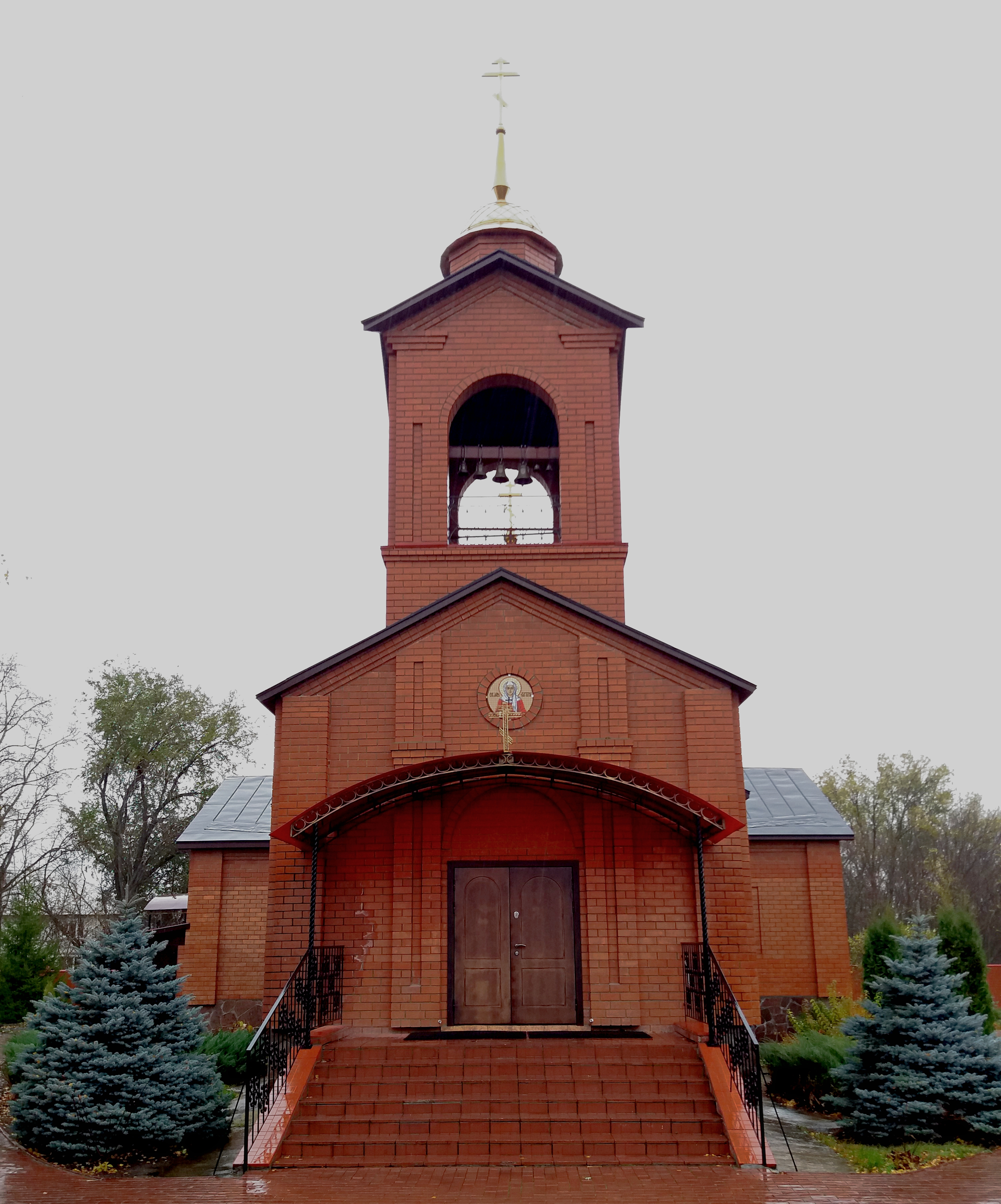
Храм в честь святой мученицы Татианы.
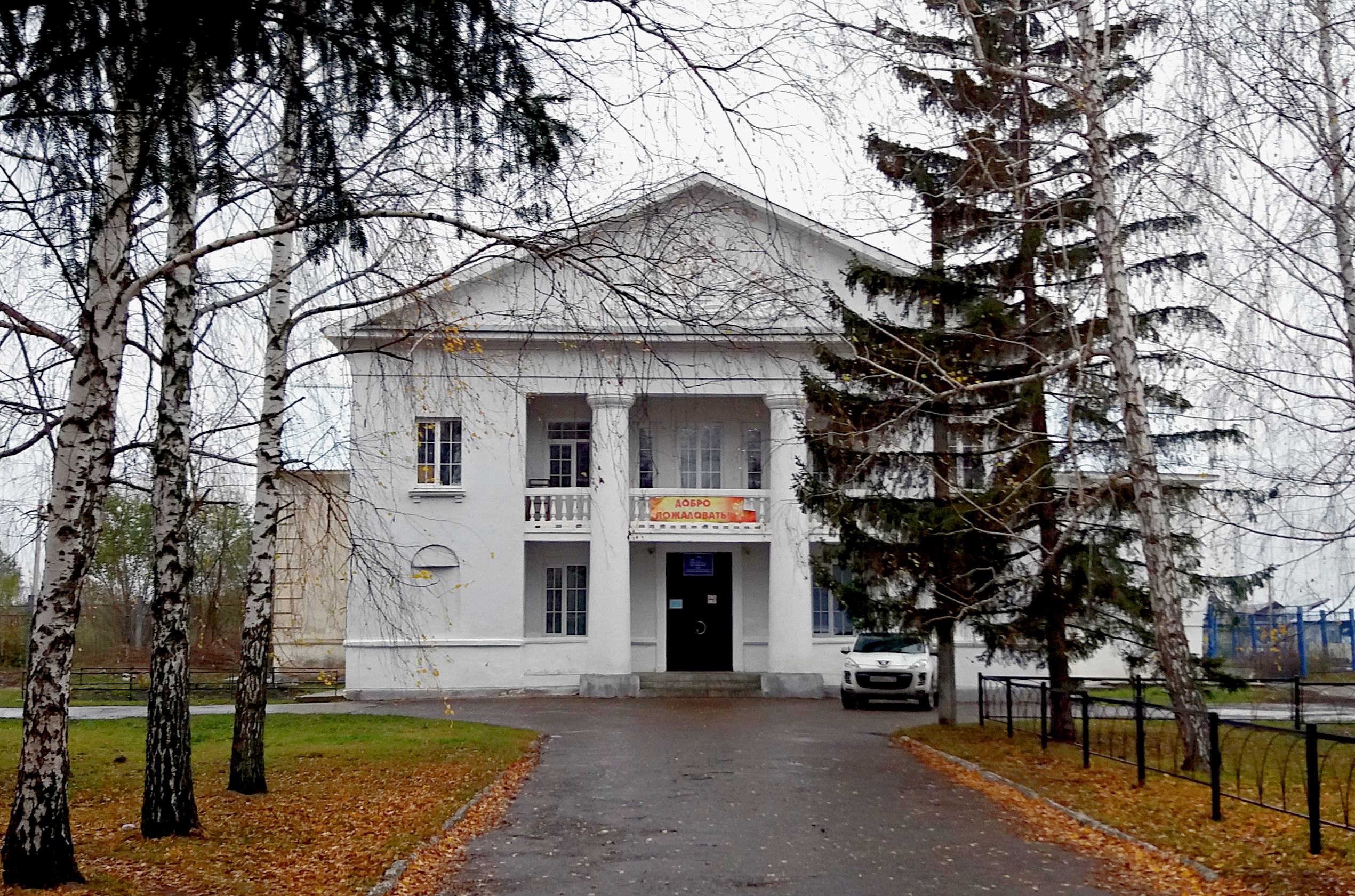
Дом культуры Октябрьского сельского поселения.
Стела "УГСХА".
Аллея Славы «Вечная Память».
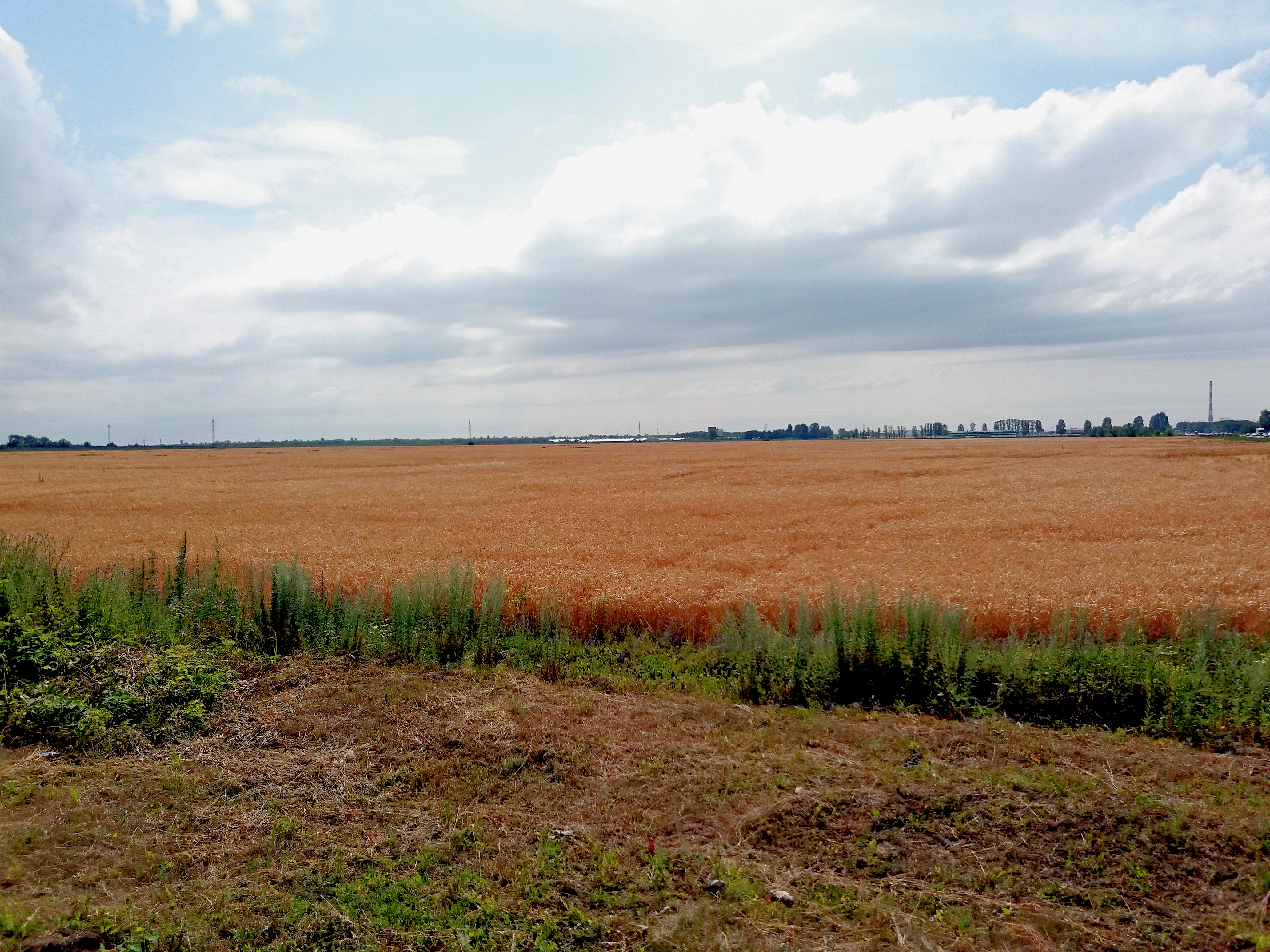
На полях Учхоза УГСХА.